# جاي س. ثوم
جاي س. ثوم (بالإنجليزية: J. C. Thom)‏ هو رسام أمريكي، ولد في 1835، وتوفي في 1898.